# Lepturonota
Lepturonota is een kevergeslacht uit de familie van de boktorren (Cerambycidae). De wetenschappelijke naam van het geslacht werd voor het eerst geldig gepubliceerd in 1953 door Breuning.

## Soorten
Lepturonota omvat de volgende soorten:
- Lepturonota inconspicua (Montrouzier, 1861)
- Lepturonota lifuana (Montrouzier, 1861)
- Lepturonota loyaltiana Breuning, 1953
- Lepturonota modesta (Montrouzier, 1861)
- Lepturonota tristis (Montrouzier, 1861)